# Gare d'Aspres-sur-Buëch
La gare d'Aspres-sur-Buëch est une gare ferroviaire française des lignes de Livron à Aspres-sur-Buëch et de Lyon-Perrache à Marseille-Saint-Charles (via Grenoble) située sur le territoire de la commune d'Aspres-sur-Buëch dans le département des Hautes-Alpes et la région Provence-Alpes-Côte d'Azur.
C'est une gare de la Société nationale des chemins de fer français (SNCF), desservie par des trains TER PACA et TER Auvergne-Rhône-Alpes.

## Situation ferroviaire
Gare de bifurcation, elle est située au point kilométrique (PK) 109,288 de la ligne de Livron à Aspres-sur-Buëch et au PK 233,414 de la ligne de Lyon-Perrache à Marseille-Saint-Charles (via Grenoble). Son altitude est de 762 m.

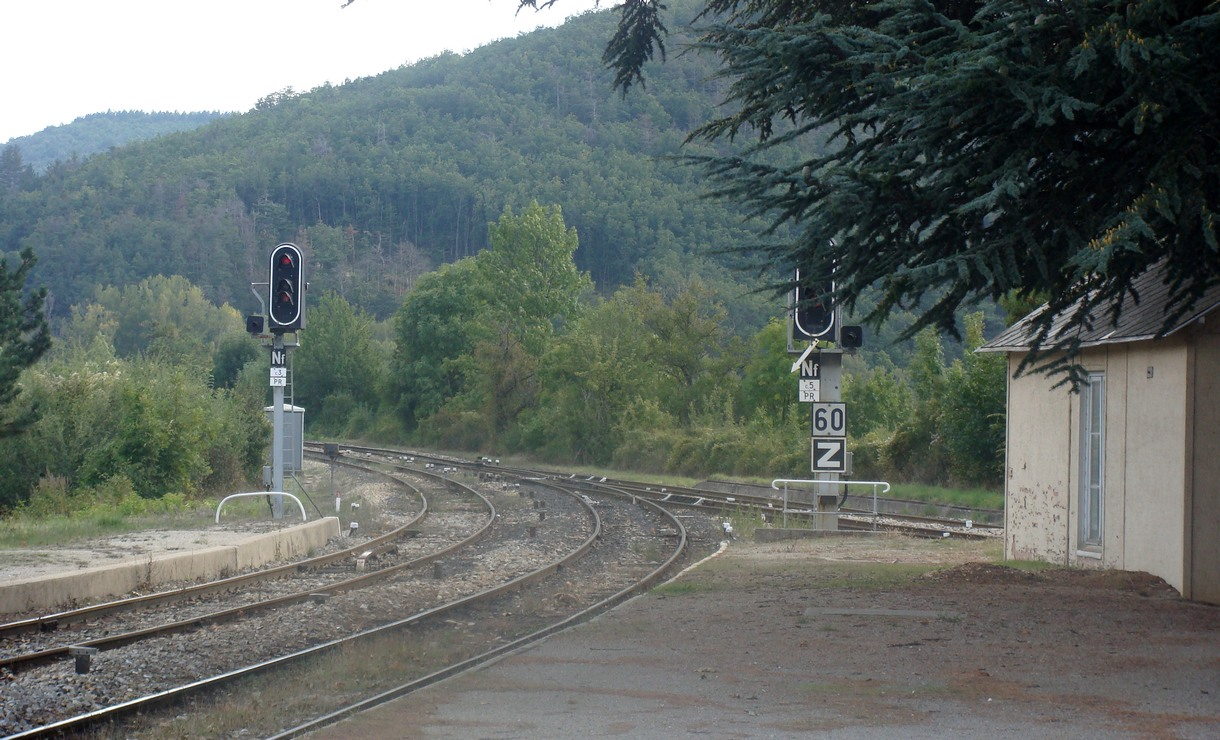
Jonction des lignes à la sortie de la gare

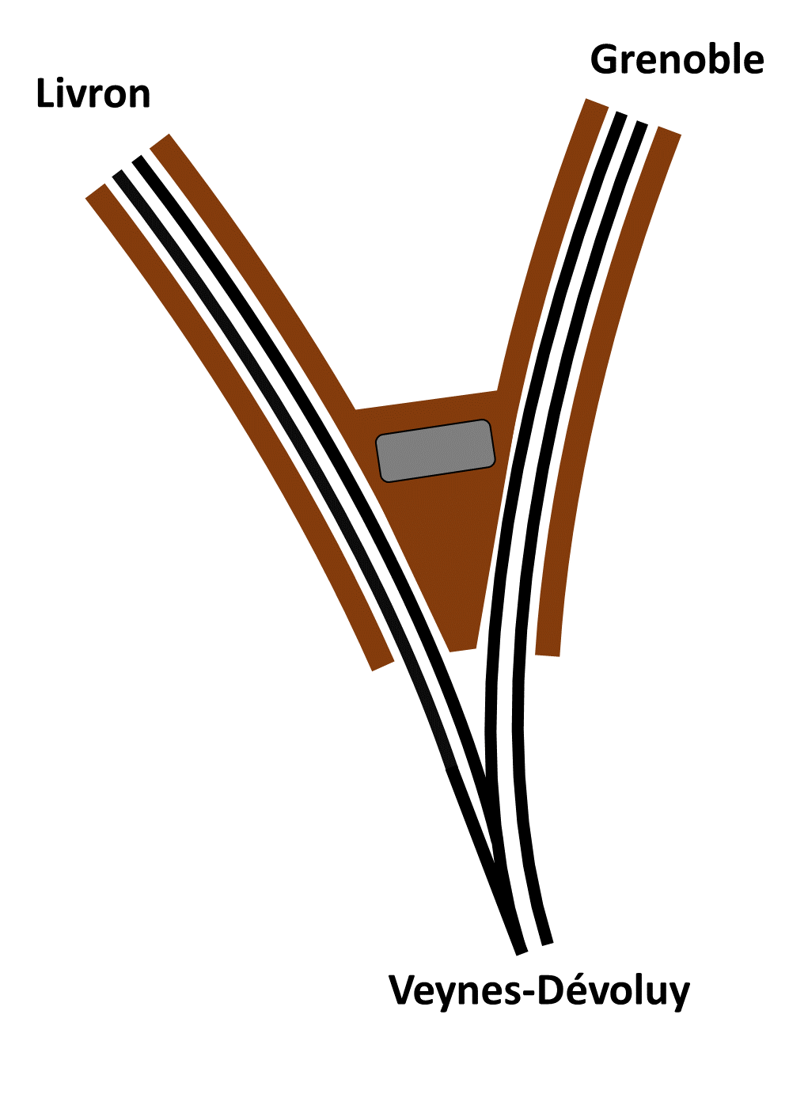
Schéma de gare

## Histoire
La section de Grenoble à Veynes a été ouverte au service le 29 juillet 1878, et la section de Die à Aspres-sur-Buëch le 1er juin 1894[réf. nécessaire].

## Fréquentation
De 2015 à 2023, selon les estimations de la SNCF, la fréquentation annuelle de la gare s'élève aux nombres indiqués dans le tableau ci-dessous.
| Année     | 2015   | 2016  | 2017   | 2018  | 2019  | 2020  | 2021  | 2022  | 2023  |
| --------- | ------ | ----- | ------ | ----- | ----- | ----- | ----- | ----- | ----- |
| Voyageurs | 10 131 | 9 597 | 11 474 | 9 306 | 8 513 | 3 410 | 2 895 | 3 469 | 5 047 |

## Service des voyageurs

### Accueil
Gare SNCF, elle dispose d'un bâtiment voyageurs avec guichet ouvert tous les jours.

### Desserte
Aspres-sur-Buëch est desservie par les TER Auvergne-Rhône-Alpes / TER PACA reliant Grenoble à Gap (5 à 7 aller-retour quotidiens). Les TER qui relient Valence à Gap et Briançon ne s'arrêtent plus à Aspres-sur-Buëch.

## Galerie de photographies

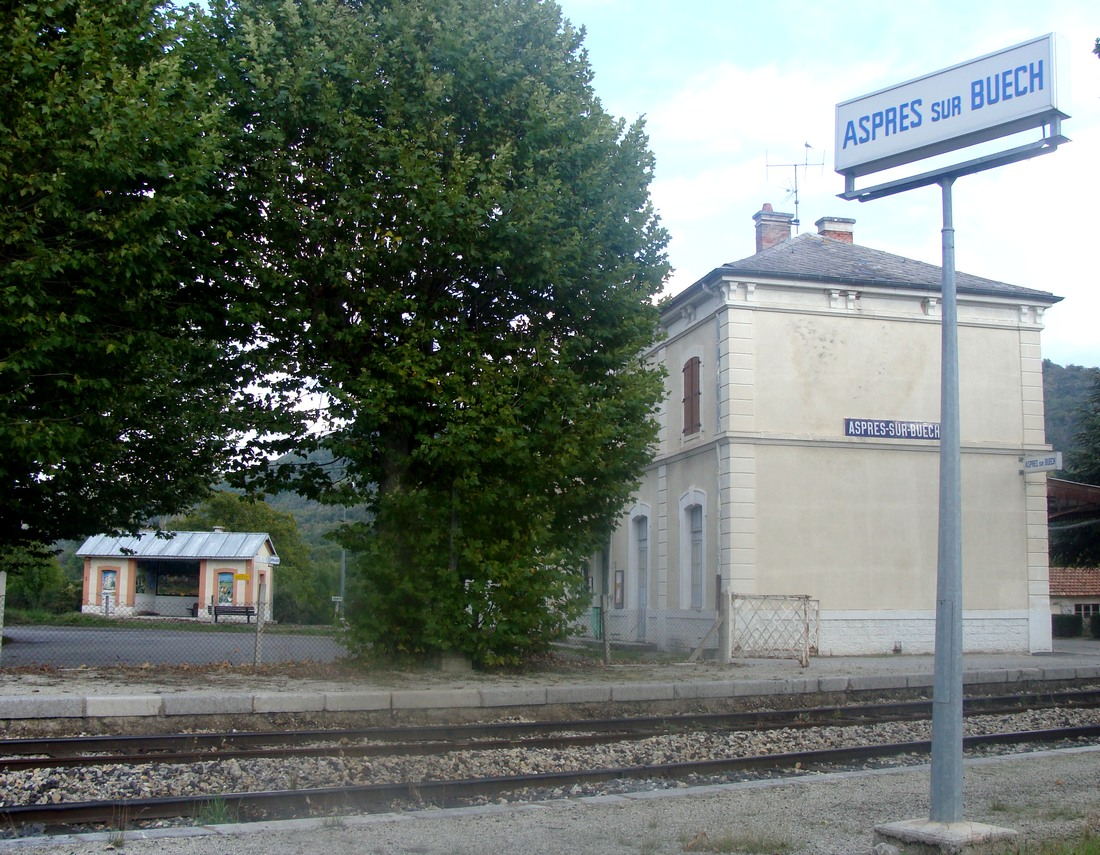
La gare vue depuis les voies de la ligne de Livron.
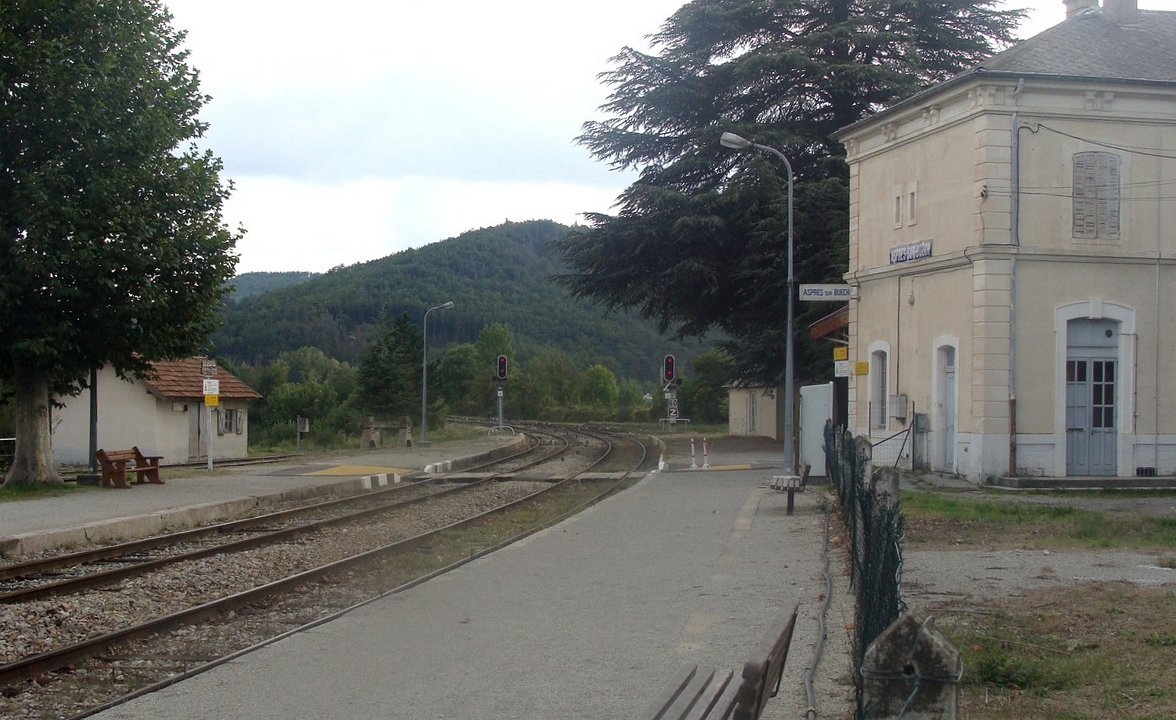
Les voies côté Grenoble.
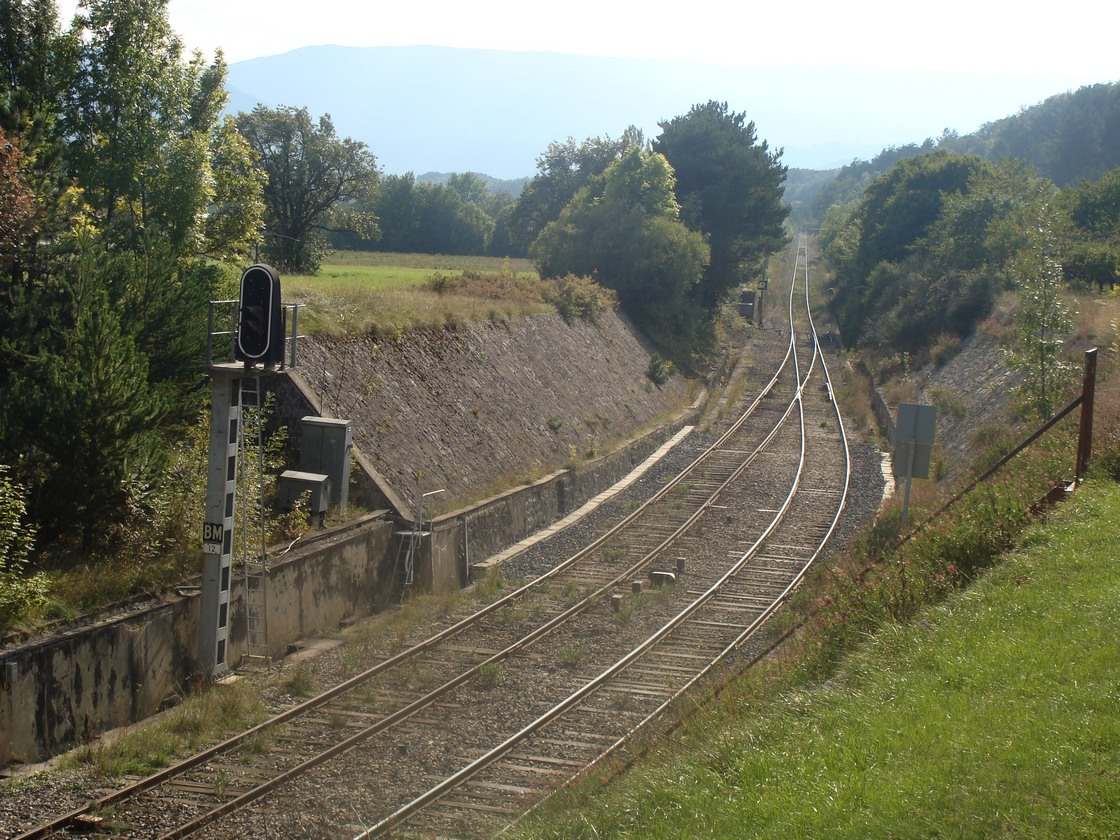
Les voies en direction de Livron.
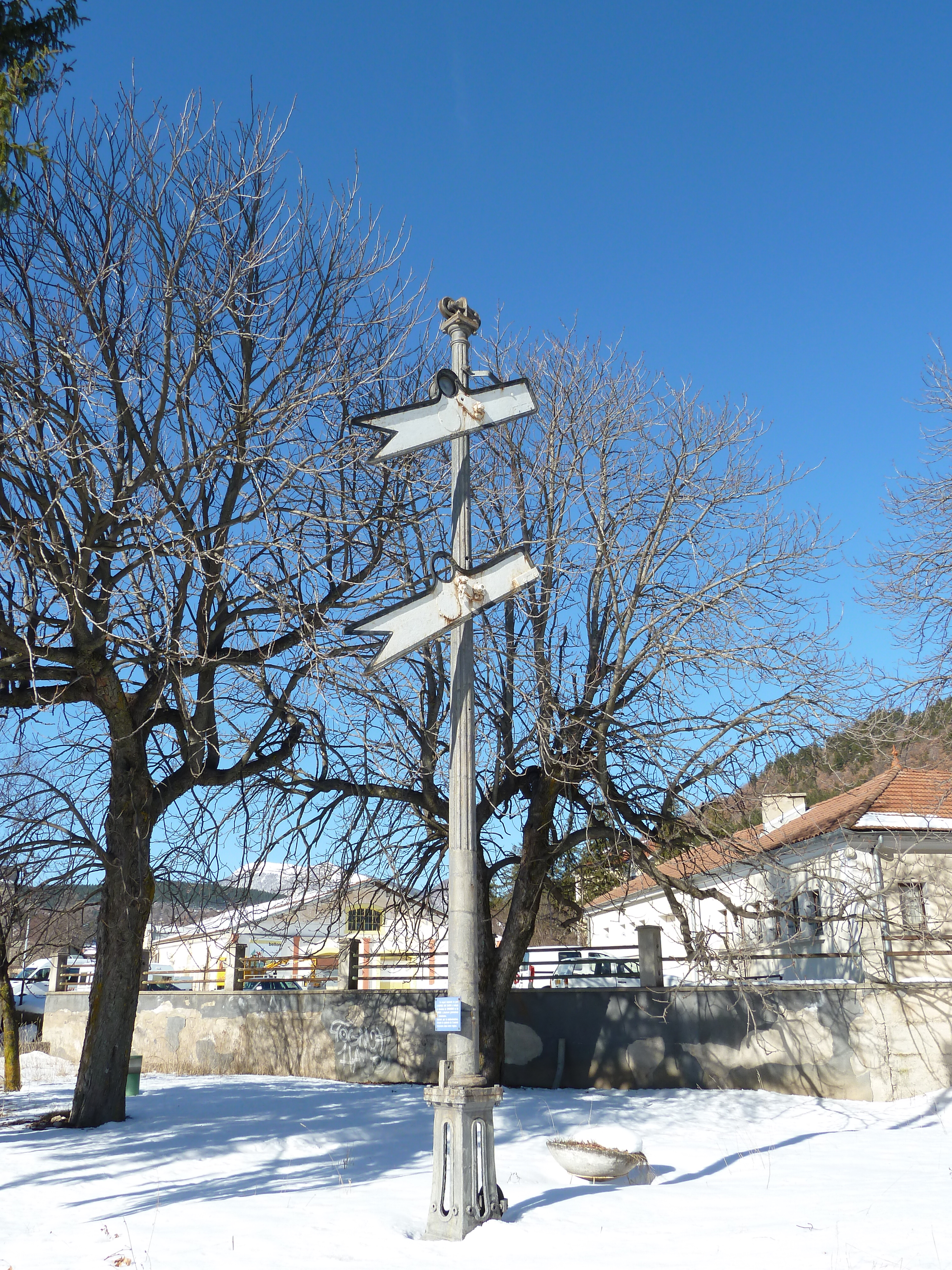
Ancien signal de direction, maintenant exposé en gare de Veynes - Dévoluy